# Mont Lycée
Pour les articles homonymes, voir Lycée.
Le Lykaion ou mont Lycée (en grec ancien : Λύκαιον ὄρος : la « montagne des loups », moderne : Λύκαιο όρος ; en latin : Mons Lycaeus) est une montagne culminant à 1 421 m d’altitude en Arcadie (Grèce).
Cette montagne était consacrée à Zeus Lycaïos. Selon une version de la mythologie, Zeus y serait né et y aurait été élevé par les nymphes dont Hagno.
Pélasgos, premier roi d’Arcadie, et son fils Lycaon y auraient fondé un culte de Zeus pratiqué sur son sommet, qui semble avoir comporté des sacrifices humains. Le philosophe Théophraste, qui a traité des sacrifices humains, rapporte que lors des fêtes lycéennes, les sacrifices humains qui se faisaient en Arcadie étaient apportés par la communauté collectivement. Diverses légendes couraient à propos de ce sanctuaire et de ses rites : les hommes et les animaux ne jetteraient aucune ombre dans l’enceinte sacrée et tous ceux qui y seraient entrés seraient morts dans l’année ; lorsqu’on aurait goûté à des entrailles humaines, découpées en morceaux mélangés aux autres victimes de sacrifice, on se serait transformé en loup (la punition infligée à Lycaon par Zeus après qu’il lui eut servi pour repas un enfant, son fils Arcas, selon une version du mythe). L’autel de Zeus se composait d’un grand monticule de cendres.